# Blitzschlag – Gefangen im Gewittersturm
Blitzschlag – Gefangen im Gewittersturm (Originaltitel Deadly Voltage) ist ein kanadischer Katastrophenfilm aus dem Jahr 2015 von John L’Ecuyer.

## Handlung
Der Klimaforscher Jamie hat sich vor kurzem von seiner Frau Charlotta getrennt. Mit den gemeinsamen Kindern, Kylie und Liam, und seiner neuen Lebensgefährtin Megan beschließt er, das Wochenende in der Wildnis zu verbringen. Bisher war es Tradition der Familie, einmal im Jahr ein Wochenende im Wald zu verbringen. Megan fällt es schwer, Anschluss zu den Kindern von Jamie zu bekommen und wird als neue Frau im Leben ihres Vaters nicht akzeptiert. Damit die Kinder etwas mit Megan unternehmen müssen, konfisziert er die Handys der Kinder, in der Hoffnung, dass es zu Gesprächen zwischen Megan und den Kindern kommt. Allerdings ist vor allem Liam wütend, da er nicht mit seiner Freundin Bailey telefonieren kann. Es kommt noch schlimmer, als bekannt wird, dass Kylie und Liam ihrer Mutter die Wochenendpläne mitteilten und diese tatsächlich dort ebenfalls auftaucht. Dadurch entstehen weitere Spannungen innerhalb der Gruppe.
Während ihres Aufenthalts bahnt sich Unwetter an. Wenig später gerät die Gruppe in einen Sturm und droht, von einem Blitz erschlagen zu werden. Jamie wird schließlich von einem Blitz schwer verletzt. Dennoch ist er in der Lage, die Parallelen des Sturms zu einem erst kürzlich begonnenen Forschungsprojekt zu erkennen. Er versucht die Gruppe in Sicherheit zu bringen, kontaktiert allerdings auch seine Forschungseinrichtung, da er glaubt, dass der Sturm zu einer Gefahr für die nähere Umgebung Wisconsin werden könnte.

## Hintergrund
Im Mai 2015 feierte der Film seine Free-TV-Premiere in Kanada. Seine deutsche Free-TV-Premiere feierte der Film am 1. Januar 2016 auf dem Sender RTL Zwei. Der Film erschien im Videoverleih unter dem Verweistitel Deadly Voltage – Gefangen im Gewittersturm.

## Rezeption
„Trivialer Katastrophenthriller, der den Zusammenhalt der Familie als wichtigstes Überlebensinstrument in Extremsituationen propagiert.“

„Die Logik wurde auch gleich mit weggefegt.“

Cinema schreibt außerdem, dass man Filme wie diesen „schon x-mal weitaus besser gesehen“ hätte.
Mike Crate schreibt in seiner Filmreview für Stargate Theatre, dass es sich um einen ziemlich langsamen Film handelt, der auf „eine Menge von Stockwetteraufnahmen und scheinbar endlosen Aufnahmen von Fahrzeugen beruht, die Straßen hinunterfahren und verschiedene Arten von Bäumen passieren“. Lediglich die letzten 15 Minuten des Films befindet er als gelungen, da dass Tempo angehoben wurde und „die Bedrohung durch den Sturm seinen Höhepunkt erreicht“ hat. Für ihn ist die Produktion „solide“, kann den Film aber „nicht wirklich empfehlen“.
Aufgrund zu weniger Abstimmungen hat der Film bei Rotten Tomatoes keine Bewertung erhalten. In der Internet Movie Database hat der Film bei knapp 400 Stimmabgaben eine Wertung von 2,9 von 10,0 möglichen Sternen (Stand: März 2025).